# Vansant
Vansant – jednostka osadnicza w Stanach Zjednoczonych, w stanie Wirginia, w hrabstwie Botetourt.